# Sebastian Goder

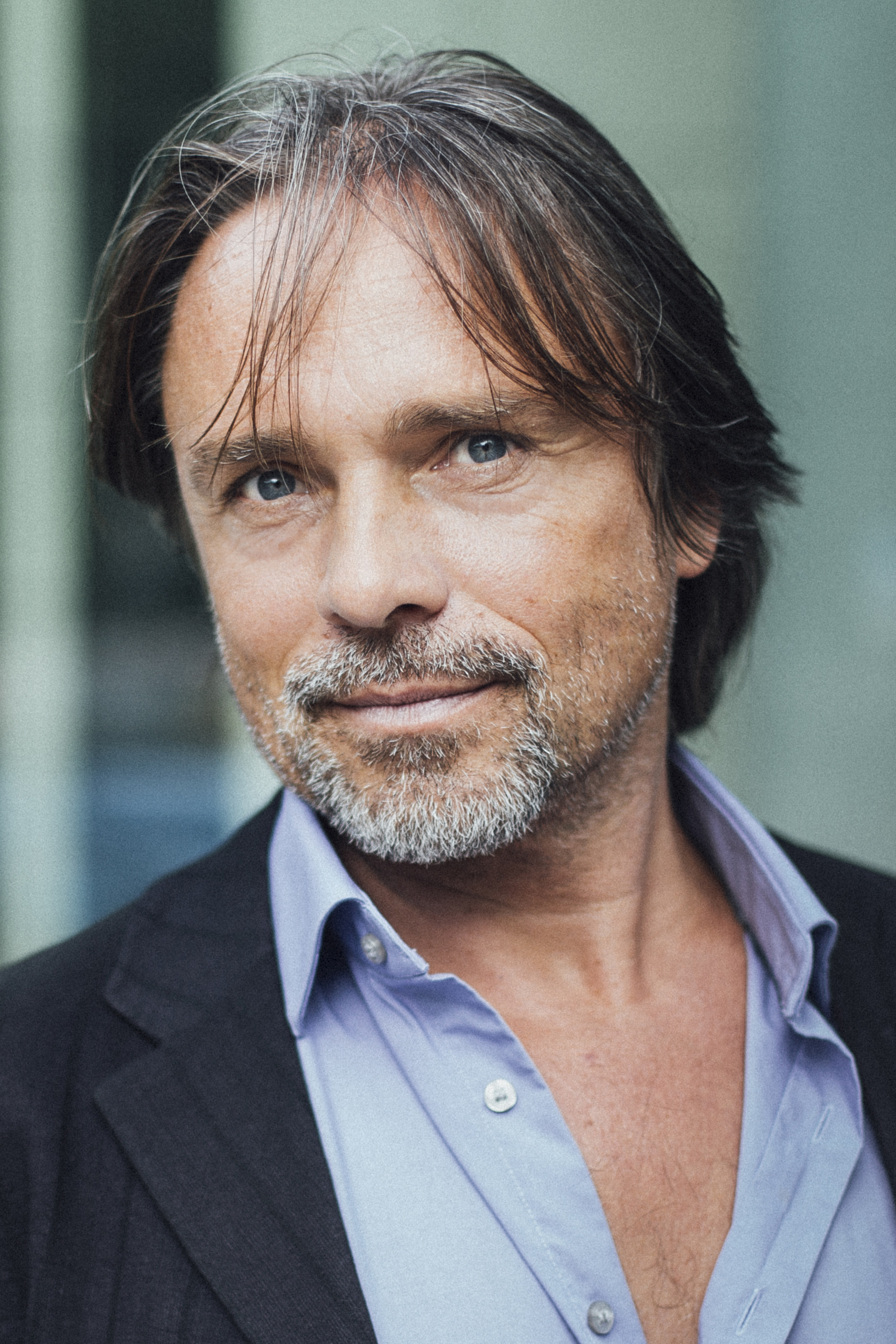
Sebastian Goder

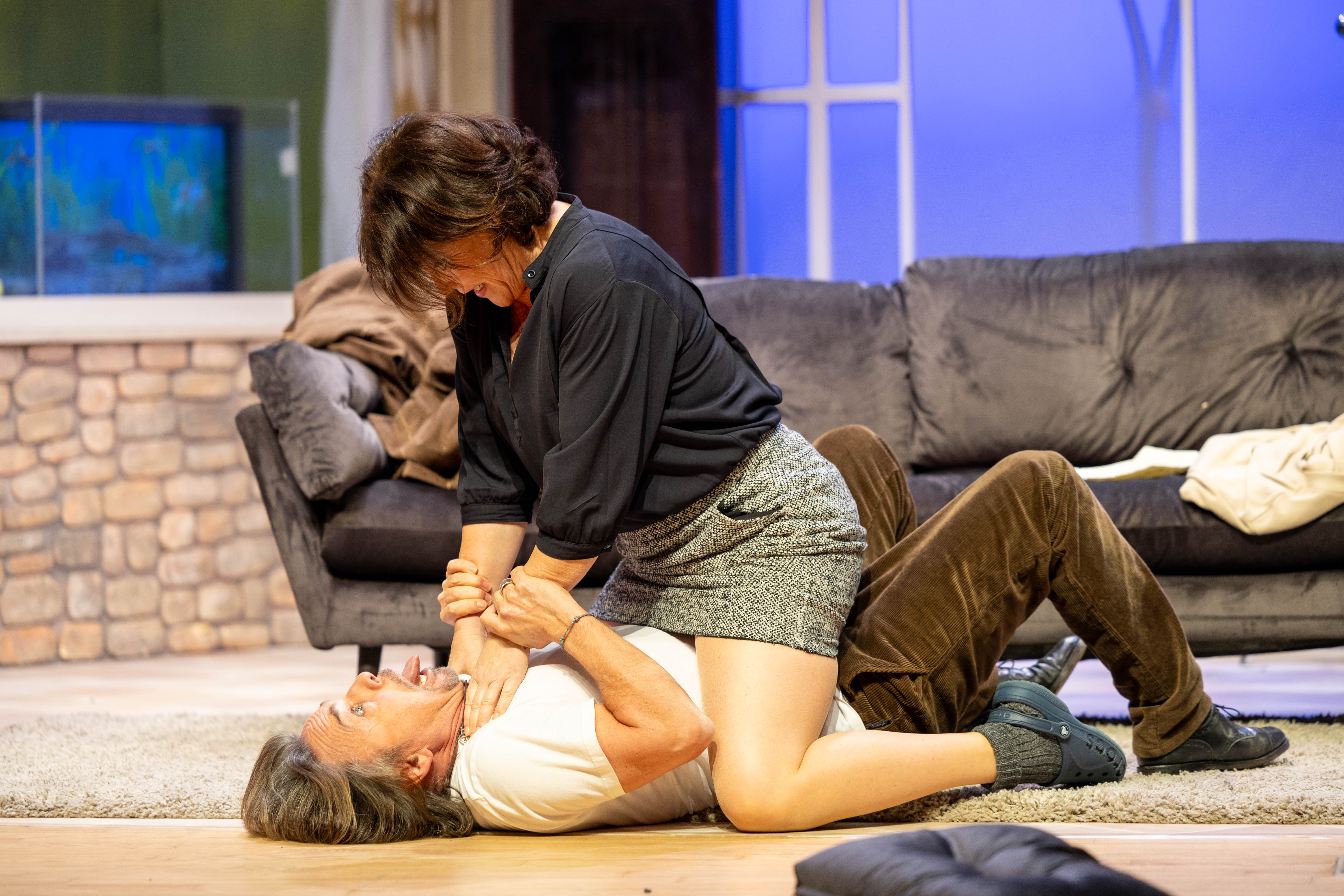
Sebastian Goder (2024) Komödie am Kurfürstendamm

Sebastian Goder (* 3. Juli 1964 in Ost-Berlin) ist ein deutscher Schauspieler und Regisseur.

## Werdegang
Goder absolvierte eine Schauspielausbildung an der Otto-Falckenberg-Schule. Von dort wurde er an die Münchner Kammerspiele engagiert, an denen er die folgenden sieben Jahre verbrachte. Seit 1997 arbeitet er als freier Schauspieler. Seitdem wirkte er in zahlreichen TV-Serien und TV-Filmen mit.
Zudem spielte er auf der Bühne in mehr als zwanzig Tourneen mit. Darüber hinaus spielte er Hauptrollen in der Komödie am Bayerischen Hof, der Komödie am Max II, dem Theater an der Kö in Düsseldorf, dem Fritz Remond Theater in Frankfurt/Main, dem Theater am Dom in Köln und dem Theater am Ku´damm in Berlin.
Außerdem ist er seit 2002 als Regisseur und Drehbuchautor tätig. 2010 entstand sein Film Der Film Deines Lebens, für den er das Drehbuch schrieb, die Regie führte und selbst mitspielte. Am 24. Mai 2011 wurde im Kinopolis Main-Taunus diesem Film, im Rahmen des Cosmic Cine Filmfestival, der Cosmic Cine Award (Cosmic Angel) verliehen. 2018 erschien sein zweiter Spielfilm mit dem Titel Die Liebe Deines Lebens. Ein Soulmovie über Selbstwert, Selbstliebe und Selbstbewusstsein.
Sebastian Goder gibt Seminare unter dem Label MindLifeBalance zur Persönlichkeitsentwicklung und gefühlvollen Bewusstseinserweiterung.

## Filmografie (Auswahl)
- 1993: Eurocops
- 1994: Die Fremde
- 1995: Peter Strohm
- 1996: Die Nacht hat 17 Stunden
- 1997: Koma
- 1998: Tödliche Diamanten (Zweiteiler)
- 1999: Alphateam
- 1999: Prosit Neujahr
- 1999: Forsthaus Falkenau – Schule für Väter
- 1999: SOKO 5113
- 2000: Dr. Sommerfeld
- 2000: Hässliche Vaterliebe
- 2001: Dr. Stefan Frank – Der Arzt, dem die Frauen vertrauen – Wege der Entscheidung
- 2001: Alarm für Cobra 11
- 2002: Die Wache
- 2008: Ein Date fürs Leben
- 2009: Schatten der Gerechtigkeit
- 2009: Klimawechsel
- 2009: Die Rosenheim-Cops – Urlaubsreise in den Tod
- 2010: Der Film Deines Lebens
- 2011: Toni Costa – Kommissar auf Ibiza (ZDF-Movie)
- 2012: Heiter bis tödlich: Fuchs und Gans – Zwilling im Vollmond (ARD-Serie)
- 2012: Toni Costa – Kommissar auf Ibiza: Küchenkunst
- 2013: SOKO 5113 – Zurück ins Leben
- 2014: Um Himmels Willen – Neue Wege (ARD-Serie)
- 2015: Hubert und Staller – Tödliches Klassentreffen (ARD-Serie)
- 2016: Eine Liebe auf Mallorca (Sat1-Movie)
- 2017: Die Lüge Ihres Lebens (NDR-Movie)
- 2017: Du bist nicht allein (ZDF-Movie)
- 2018: Die Rosenheim-Cops – Die Verschwörung der Frauen (ZDF-Serie)
- 2019: Über die Grenze (ARD-Reihe)
- 2021: Die Rosenheim-Cops – Jeder will Mai (ZDF-Serie)
- 2024: Ich will mein Glück zurück (ARD-Movie)

## Theater
- 1986: MEDEA Medea Medeatheater
- 1987: PAUSANIAS Empedokles Medeatheater
- 1988: HAMLET Hamlet Medeatheater
- 1989: PROTHEUS Zwei Veroneser Münchner Kammerspiele
- 1990: BORACHIO Viel Lärm um Nichts Münchner Kammerspiele
- 1991: FAK Quai West Münchner Kammerspiele
- 1992: JOURNALIST Über allen Gipfeln Münchner Kammerspiele
- 1992: FERDINAND Kabale und Liebe Tourneetheater
- 1993: PATRIARCH Nathan Münchner Kammerspiele
- 1994: PRINZ Mond im Gras Münchner Kammerspiele
- 1995: LOLEK Nationalgaleristen Münchner Kammerspiele
- 1996: GRAF REUSS Prinz Homburg Münchner Kammerspiele
- 1997: IAN Blasted Theater Nordhausen
- 1997: STANLEY GARDNER Taxi Taxi Komödie am Ku’damm
- 1998: DON CARLOS Don Carlos Kreuzgangspiele Feuchtwangen
- 1998: PAUL BRATTER Barfuß im Park Komödie im Bayerischen Hof
- 1999: CHANCE WAYNE Süßer Vogel Jugend Tourneetheater
- 2000: DON CARLOS Don Carlos Tourneetheater
- 2001: TOM Traum von Hochzeit Theater an der Kö/ Theater am Dom
- 2002: TOM Traum von Hochzeit Komödie am MaxII (AZ-Stern)
- 2003: JOE GILLIS Sunset Boulevard Tourneetheater
- 2004: STANLEY GARDNER Taxi Taxi Komödie am MaxII (Nominierung Merkurpreis)
- 2004: TEUFEL Jedermann Festspiele Heppenheim
- 2004: SEBASTIAN Shakespeares sämtl. Werke Festspiele Heppenheim
- 2004: BARRY Ladies Night Fritz Remond Theater
- 2005: JEAN-FRANCOIS Hotel Mimosa Komödie am MaxII (AZ-Stern/TZ-Rose)
- 2005: NORMAN BASSET Cash Komödie am MaxII
- 2006: BARRY Ladies Night Komödie im Bayerischen Hof
- 2007: BRINDSLEY MILLER Komödie im Dunkeln Tourneetheater
- 2008: BARRY Ladies Night Komödie im Bayer. Hof
- 2009: Eroll Männerhort Komödie im Bayerischen Hof
- 2010: Sei lieb zu meiner Frau (René Heinersdorff), Rolle: Oskar, Theater an der Kö, Regie: René Heinersdorff
- 2011: Männerhort (Christof Magnusson), Rolle: Errol, Komödie am Kurfürstendamm (Tournee), Regie Michael Wedekind
- 2011: Sei lieb zu meiner Frau (René Heinersdorff), Rolle: Oskar, Komödie am Kurfürstendamm, Regie: René Heinersdorff
- 2011: Ladies Night (Folke Braband), Rolle: Barry, Komödie am Kurfürstendamm, Regie: Folke Braband
- 2012: Ladies Night (Folke Braband), Rolle: Barry, Komödie im Bayerischen Hof / Münchner Tournee, Regie: Folke Braband
- 2012: Butterbrot (Gabriel Barylli), Rolle: Stefan, Komödie im Bayerischen Hof, Regie: Michael Wedekind
- 2013: Butterbrot (Gabriel Barylli), Rolle: Stefan, Komödie im Bayerischen Hof / Münchner Tournee, Regie: Michael Wedekind
- 2015: Der Vorname (Matthieu Delaporte) Rolle: Claude, Theater an der Kö / Theater am Dom Regie: Renee Heinersdorff
- 2016: Der Vorname (Matthieu Delaporte), Rolle: Claude, Contra-Kreis-Theater Bonn
- 2017: Ladies Night (Folke Braband) Rolle: Barry, Fritz-Remond-Theater Frankfurt/Main

## Regie
- 1985: Die Insel Medeatheater
- 1989: Mittwoch Medeatheater
- 1998: Barfuß im Park Komödie im Bayerischen Hof (Co-Regie)
- 2002: Meine Dicke Freundin Tourneetheater
- 2005: Cash/Und ewig rauschen die Gelder Komödie am MaxII (AZ-Stern)
- 2006: Die süßesten Früchte Komödie Frankfurt/M
- 2007: Komödie im Dunkeln Tourneetheater (Co-Regie)
- 2010: Der Film DEINES Lebens (Kinofilm)
- 2017: Die Liebe DEINES Lebens (Kinofilm)
- 2018: Bündnis Grundeinkommen (Wahlwerbevideo)